# 拉波特利亚达
拉波特利亚达（西班牙語：La Portellada）是西班牙阿拉贡自治区特鲁埃尔省的一个市镇。总面积22平方公里，总人口292人（2001年），人口密度13人/平方公里。